# Espace projectif de Hilbert
L'espace projectif de Hilbert, en mathématiques et en mécanique quantique, est un espace projectif d'un espace de Hilbert complexe.

## Formulation
Noté P(H), il est le jeu de classes d'équivalences de vecteurs v de H, avec v ≠ 0, qui sont tels que :
v ~ w quand v = λw
Avec λ un scalaire, c'est-à-dire un nombre complexe non nul. Les classes d'équivalences pour « ~ » sont également appelées rayons projectifs.
C'est la construction habituelle d'un espace projectif, appliquée à un espace de Hilbert. Physiquement, cela signifie que les fonctions d'ondes ψ et λψ representent un même état physique, pour tout λ ≠ 0.
On peut également utiliser cette techniques pour les espaces de Hilbert réels. Si H est de dimension finie, le jeu de rayons projectifs n'est alors qu'un autre espace projectif ; c'est un espace homogène d'un groupe unitaire ou orthogonal, dans le cas complexe ou réel, respectivement.